# INS Khukri (1958)
L'INS Khukri était une frégate de la marine indienne d'un déplacement de 1 500 tonnes et 94 mètres de long de Type 14 (appelée aussi Classe Blackwood (en)) construite au Royaume-Uni à la fin des années 1950, spécialisée dans la lutte anti-sous-marine. Elle fut coulée le 9 décembre 1971 à 20 h 0, pendant la troisième guerre indo-pakistanaise, par le sous-marin moderne Hangor (requin), de fabrication française (classe Daphné), de la marine pakistanaise, au large des côtes de Diu, Gujarat (Inde).
Cette frégate est, avec le croiseur ARA General Belgrano coulé par les Britanniques pendant la guerre des Malouines (1982), le seul navire victime d'un sous-marin depuis la fin de la Seconde Guerre mondiale,.

## L'affrontement
Peu après le déclenchement des hostilités le 3 décembre 1971, les services de radiodétection de la marine indienne repèrent un sous-marin croisant à une cinquantaine de kilomètres au sud-ouest du port de Diu.
L'escadre 14 de la flotte de l'ouest, composée des navires de classe identique Khukri, Kirpan et Kuthar, est dépêchée sur place avec pour mission de trouver le sous-marin et de le détruire. La question s'est posée par la suite de savoir pourquoi une telle tâche avait été confiée à ces bâtiments anciens, dotés de sonars dont la portée est inférieure de moitié par rapport à celle des sonars équipant les sous-marins modernes tel le Hangor, ce que n'ignorait pas l'état-major indien.
Le Khukri est le moins rapide des navires indiens. En effet, il teste une version améliorée de son sonar 170/174 britannique, qui exige une vitesse lente pour être utilisé de manière optimale. Cette circonstance va sceller son destin.
Le 9 décembre au soir, le sous-marin détecte l'escadre ennemie. Il lance deux torpilles : la première rate le Kirpan à 19 h 57, la seconde frappe le Khukri qui coule en deux minutes, selon le rapport du capitaine Ahmed Tasnim, le commandant du Hangor.

## Les pertes
18 officiers et 176 marins périssent lors du naufrage. Le capitaine du Khukri, Mahendra Nath Mulla, choisit de disparaître avec son bâtiment ; la Maha Vir Chakra, médaille militaire indienne prestigieuse, lui est décernée à titre posthume.
Un mémorial en l'honneur des victimes du Khukri a été érigé à Diu.